# 학성중학교 (울산)
학성중학교(鶴城中學校)는 대한민국 울산광역시 남구 신정동에 있는 공립 중학교이다.

## 학교 연혁
- 1946년 11월 9일 : 학교법인 울산 육영회 발족
- 1968년 1월 20일 : 학성중학교 12학급 설립인가
- 1968년 3월 16일 : 개교(제1학년 4학급 입학)
- 1971년 2월 20일 : 제1회 졸업식 (졸업생 235명)
- 1975년 2월 24일 : 울산광역시 남구 신정동 143-3에서 현교사로 이전
- 1982년 3월 1일 : 설립자 변경으로 공립중학교로 전환
- 2022년 3월 1일 : 방송통신중학교 이교
- 2022년 12월 27일 : 제53회 졸업식(220명, 누적인원 22,144명)
- 2023년 3월 1일 : 제19대 김영민 교장 부임
- 2023년 3월 2일 : 신입생 218명 입학(8학급)
- 2023년 3월 12일 : 방송통신중학교 신입생 50명 입학(2학급)

## 참고 자료
- 학성중학교 - 한국교육학술정보원 학교알리미